# 達內爾巴峰
46°02′50″N 10°33′54″E / 46.0472°N 10.56512°E
達內爾巴峰（義大利語：Cima di Danerba），是意大利的山峰，位於該國北部，由倫巴第大區負責管轄，屬於阿達梅洛-普雷薩內拉阿爾卑斯山脈的一部分，海拔高度2,910米，每年平均降雨量1,592毫米。